# سکه‌های سنتاوو اکوادور

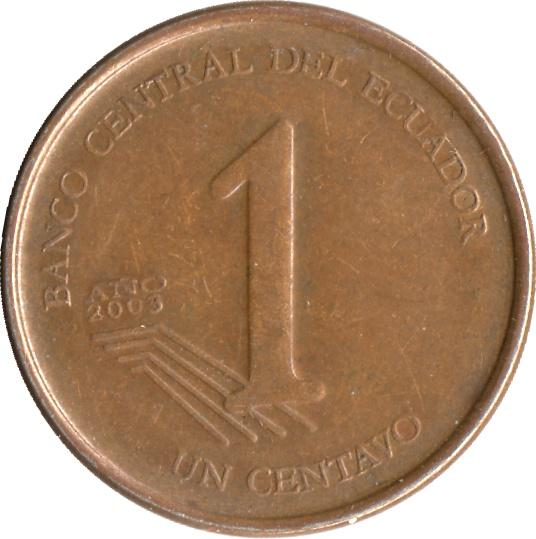
سکه سنتاوو اکوادور

سکه‌های سنتاوو اکوادور (به انگلیسی: Ecuadorian centavo coins) در سال ۲۰۰۰ هنگامی که اکوادور پول خود را از سوکر به دلار آمریکا تبدیل کرد، معرفی شد. این سکه‌ها دارای ارزش‌های ۱، ۵، ۱۰، ۲۵ و ۵۰ سنتاوو هستند و از نظر اندازه و ارزش با همتایان آمریکایی خود در یکسان هستند (اگرچه سکه ۵۰ سنت آمریکا اغلب در گردش دیده نمی‌شود). این سکه‌ها در داخل اکوادور در کنار سکه‌ها و اسکناس‌های ایالات متحده در گردش اند. اگرچه سکه‌های ۱ دلار آمریکا به ندرت در ایالات متحده استفاده می‌شود، اما معمولاً در اکوادور استفاده می‌شود. اکوادور موفق به معرفی یک سکه ۱ دلاری شد اما سرانجام تصمیم گرفت که در تیراژ عمومی منتشر نشود. اکوادور با اتکا به ایالات متحده آمریکا هیچ اسکناسی صادر نمی‌کند.